# Natalie Grant
Natalie Diane Grant (Seattle, 21 dicembre 1971) è una cantautrice statunitense.
Ha vinto per quattro edizioni consecutive (dal 2006 al 2009) il premio come "artista femminile dell'anno" nell'ambito dei GMA Dove Awards.

## Discografia
Album studio
- 1999 - Natalie Grant
- 2001 - Stronger
- 2003 - Deeper Life
- 2004 - Worship with Natalie Grant and Friends
- 2005 - Awaken
- 2005 - Believe
- 2008 - Relentless
- 2010 - Love Revolution
- 2013 - Hurricane
- 2015 - Be One
- 2020 - No Stranger